# Magdalene Seebe

Magdalene Seebe

Maria Martha Magdalene Seebe (* 22. Februar 1878 in Leipzig-Eutritzsch; † nach Mai 1939) war eine deutsche Opernsängerin der Stimmlage Sopran.

## Leben
Magdalene Seebe studierte von 1895 bis 1898 am Konservatorium Leipzig u. a. bei Friedrich Rebling Gesang. Von 1898 bis 1904 war sie am Opernhaus Leipzig engagiert, wo sie in der Titelrolle der Undine von Albert Lortzing ihr Debüt hatte. 1902 sang sie in der Uraufführung der Oper Orestes von Felix Weingartner die Rolle der Elektra. 1905 ging sie an die Hofoper Dresden. Dort sang sie 1909 in der Uraufführung der Elektra von Richard Strauss die zweite Magd. Sie war eine gefragte Gastsängerin in Weimar, Braunschweig, Wiesbaden, Frankfurt am Main, Berlin, Breslau und Mannheim, und war auch als Konzertsängerin u. a. in Wien erfolgreich. Sie wurde um 1914 zur königlich-sächsischen Kammersängerin ernannt.
Unmittelbar nach ihrer Heirat am 27. April 1917 in Berlin mit dem aus einer jüdischen Bankiersfamilie stammenden Direktor der Mittelland Gummiwerke Arnold Falk (* 19. März 1875 in Northeim) zog sie sich von der Opernbühne zurück. Ein Jahr nach der Eheschließung wurde am 9. März 1918 die gemeinsame Tochter Maria Magdalena Jutta in Hannover geboren. Sie gab noch gelegentlich Liederabende, 1931 sang sie in der Lukaskirche (Hannover) geistliche Werke.
Magdalene Seebe hinterließ einige wenige Aufnahmen für Pathé (Dresden oder Berlin, 1912/1913).